# Čihaš Bene
Čihaš Bene je bio jedan od najznačajnijih gradonačelnika u istoriji grada Sombora i najzaslužniji za to što Sombor zovu Zeleni grad.
Rođen je 23. decembra 1853. godine u Doroslovu. Osnovnu i srednju školu završava u Baji i Pečuju, a studije prava u Pešti. Sa mesta gradskog tužioca u Somboru, na kom je bio osam godina, kandiduje se za gradonačelnika Sombora i pobeđuje tesnom većinom glasova. Dužnost gradonačelnika obavljao je 6 godina, sve do smrti 1893. godine. Umro je od tuberkuloze, nakon dugogodišnjih problema sa plućima.
Tokom mandata gradonačelnika, prašnjavi grad pretvara u grad zelenila, naloživši sadnju više hiljada Američkih koprivića (Celtis occidentalis), u Somboru poznatog kao Bođoš.